# Marc Valeri Bradua
Marc Valeri Bradua (en llatí Marcus Valerius Bradua) va ser un magistrat romà del segle ii. Formava part de la gens Valèria, una gens romana de les més antigues, suposadament d'origen sabí.
Va ser nomenat cònsol sota l'emperador Còmmode l'any 191, juntament amb Popil·li Pedó Apronià. És mencionat pels Fasti.